# Ataegina
Atégine · Atégina · Ataecina · Atécine

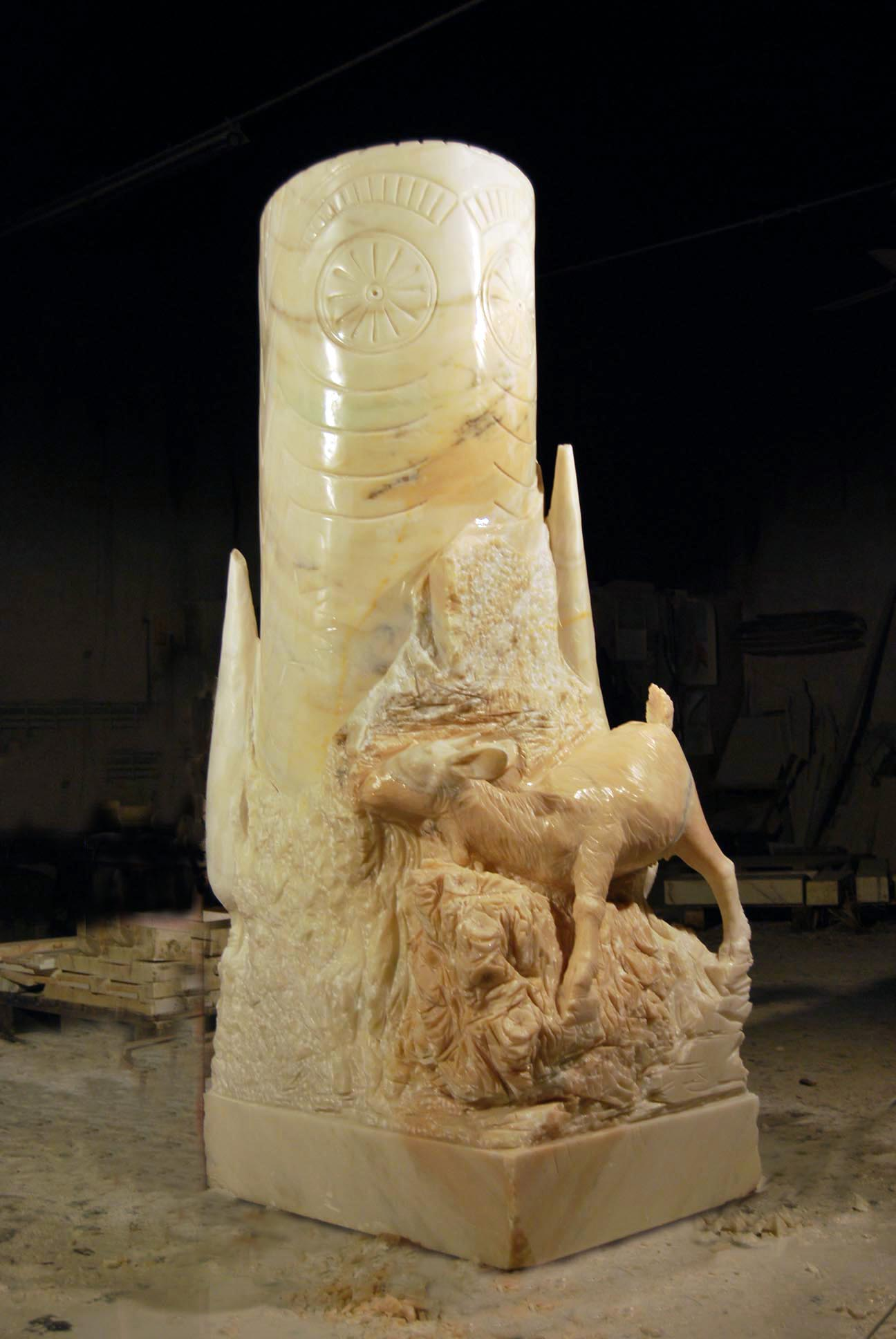
Ataegina. Marbre, 210x93x72 cm, par l'artiste Pedro Roque Hidalgo. Musée du marbre de Vila Viçosa (Portugal), 2008.

Ataegina, Atégina, Ataecina, parfois francisé en Atégine ou Atécine, est une divinité chthonienne populaire adorée par les anciens Ibères, Lusitaniens et Celtibères de la Péninsule Ibérique.

## Nom et fonctions
Selon les sources les plus courantes, le nom Ataegina est d'origine celtique : les deux racines *atte- et *geno- signifiant « rené », une autre explication se trouvant dans la racine *ad-akwī- (à rapprocher de adaig irlandais) signifiant « nuit » et qui en ferait une divinité infernale. Les épigraphes de la région de Badajoz associent la divinité à la Proserpine romaine, fille de Cérès et de Jupiter, ou à Perséphone et en feraient la divinité associée au printemps et aux saisons, cette fonction faisant écho à l'étymologie du nom, « renée ».
Ataegina était vénérée en Lusitanie et en Bétique; On trouve également des sanctuaires dédiés à Ataegina à Elvas au Portugal, à Mérida et Cáceres en Espagne, mais aussi en d'autres lieux, en particulier près du fleuve Guadiana. Elle était l'une des déesses vénérées à Myrtilis Iulia (en) (aujourd'hui Mértola, Portugal), Pax Julia (en) (Beja, Portugal) et en particulier en la ville de Turobriga (es), dont l'emplacement exact reste inconnu. Une plaque de bronze à Malpartida de Cáceres suggère une association avec la chèvre, élevée au rang d'animal sacré.

## Planète naine
Une des deux équipes créditées de la découverte de la planète naine (et plutoïde) Hauméa, Ortiz et al., a proposé Ataecina pour nom de baptême à ce corps céleste, en raison de ses connexions mythologiques avec Pluton (Proserpine était la femme de Pluton), et de son lien avec le sud de l'Espagne, lieu de la découverte et de l'observatoire des découvreurs, l'observatoire de Sierra Nevada à Grenade. Cette proposition n'a cependant pas été retenue par l'Union astronomique internationale, dans le contexte d'un différend sur la paternité effective de la découverte par l'équipe d'Ortiz, l'UAI avança que les noms de divinités chthoniennes restaient réservés aux corps célestes en résonance 3:2 (plutino) avec Neptune, ce qui n'était pas le cas de Hauméa, qui est en résonance 7:12,.